# تنغابدال (بهمئي غرمسيري الجنوبي)
تنغابدال (بالفارسية: تنگابدال) هي قرية تقع في إيران في قسم بهمئي غرمسیري الجنوبي الريفي. يقدر عدد سكانها بـ 288 نسمة بحسب إحصاء 2016.